# Río Guadalope, Val de Fabara y Val de Pilas
Río Guadalope, Val de Fabara y Val de Pilas este o arie protejată (arie specială de conservare — SAC, sit de importanță comunitară — SCI) din Spania întinsă pe o suprafață de 5.643,39 ha, integral pe uscat.

## Localizare
Centrul sitului Río Guadalope, Val de Fabara y Val de Pilas este situat la coordonatele 41°13′53″N 0°03′21″E / 41.2315°N 0.055763°E.

## Înființare
Situl Río Guadalope, Val de Fabara y Val de Pilas a fost declarat sit de importanță comunitară în iulie 2000 pentru a proteja 1 specie de plante și 3 specii de animale. Situl a fost protejat și ca arie specială de conservare în februarie 2021.

## Biodiversitate
Situată în ecoregiunea mediteraneană, aria protejată conține 13 habitate naturale: Galerii și tufărișuri riverane sudice (Nerio-Tamaricetea și Securinegion tinctoriae), Pășuni mediteraneene udate de apa mării (Juncetalia maritimi), Tufărișuri halo-nitrofile (Pegano-Salsoletea), Tufărișuri termo-mediteraneene și de pre-deșert, Păduri de pin mediteraneene cu pini mezogeni endemici, Izvoare petrifiante cu formare de travertin (Cratoneurion), Stepe sărăturate mediteraneene (Limonietalia), Vegetație gipsofilă iberică (Gypsophiletalia), Cursuri de apă de la nivel de câmpie la nivel montan, cu vegetație Ranunculion fluitantis și Callitricho-Batrachion, Tufărișuri halofile mediteraneene și termo-atlantice (Sarcocornetea fruticosi), Matorral arborescenți cu Juniperus spp., Râuri mediteraneene cu debit intermitent, cu specii de Paspalo-Agrostidion, Galerii de Salix alba și de Populus alba.
La baza desemnării sitului se află mai multe specii protejate:
- plante (1): Boleum asperum
- mamifere (1): vidră de râu (Lutra lutra)
- pești (2): Cobitis paludica, Parachondrostoma miegii

Pe lângă speciile protejate, pe teritoriul sitului au mai fost identificate 5 specii de plante, 17 specii de păsări, 2 specii de amfibieni, 2 specii de mamifere, 2 specii de pești, 2 specii de reptile.